# John Vanbrugh
Sir John Vanbrugh (24. januar 1664 – 26. marts 1726) var en engelsk arkitekt og forfatter af lystspil. Han er måske bedst kendt som arkitekt af Blenheim Palace og Castle Howard.
Han stammede fra en flamsk familie, kom som ung
ind i Hæren og steg til Kaptajn. Senere gjorde
han sig bekendt som Arkitekt og har bygget
flere anselige bygninger i den svære engelske
Barokstil. Hans Skuespil er
typiske for den senere Restaurationstid i
England. De er delvis byggede efter fransk Mønster,
vittige, men uden særlig Ynde, i det hele noget
mindre usædelige end de samtidige Skuespil.
Som de mest bekendte kan nævnes: The
Relapse, or, Virtue in Danger (1697), The
Provoked Wife (1698), Aesop (1698), The Confederacy
(1705) og det ufuldendte A Journey to
London. V.’s Skuespil er tillige med Wycherley’s,
Congreve’s og Farquhar’s udgivne af Leigh
Hunt (London 1840). En Udgave af V.’s Værker
i 2 Bind ved W.C. Ward udkom 1893.